# 周東
周東（？年—1510年），字伯震，號雨村，直隶河间府阜城县人，民籍，明朝政治人物，進士出身。

## 生平
成化十九年（1483年）癸卯科順天鄉試舉人，二十年（1484年）登甲辰科二甲第十二名進士，授刑部主事，升刑部员外郎，弘治七年（1496年）十月充副使，册封藩王。出任陕西漢中府知府，十五年六月以督運军饷有劳，受到賞賜，十八年二月升山东按察司副使。，復除江西副使，正德二年（1507年）七月升山东按察使，四年閏九月升大理寺左少卿，十月被太监劉瑾罚米三百石，输送居庸关。十二月奉命往宁夏清理屯田。正德五年（1510年）四月庆府安化王朱寘鐇反，与巡抚都御史安惟学等人一起被杀。嘉靖改元，賜祭葬，荫子周夢躔为國子监学生。

## 家族
父周郁，字文盛，號東隐，成化五年進士，歷官陕西行太僕寺少卿。